# اندیس قیرطبیعی (رزینیت) تنگه کبود
قیرطبیعی (رزینیت) تنگه کبود یک اندیس غیرفلزی است که در حوالی شهر نفت استان لرستان قرار دارد و مادهٔ معدنی موجود در آن، قیر طبیعی است.سنگ میزبان این اندیس شیل است و دیرینگی آن به دوران ائوسن می‌رسد. 